# St. Nicolai (Marktbreit)

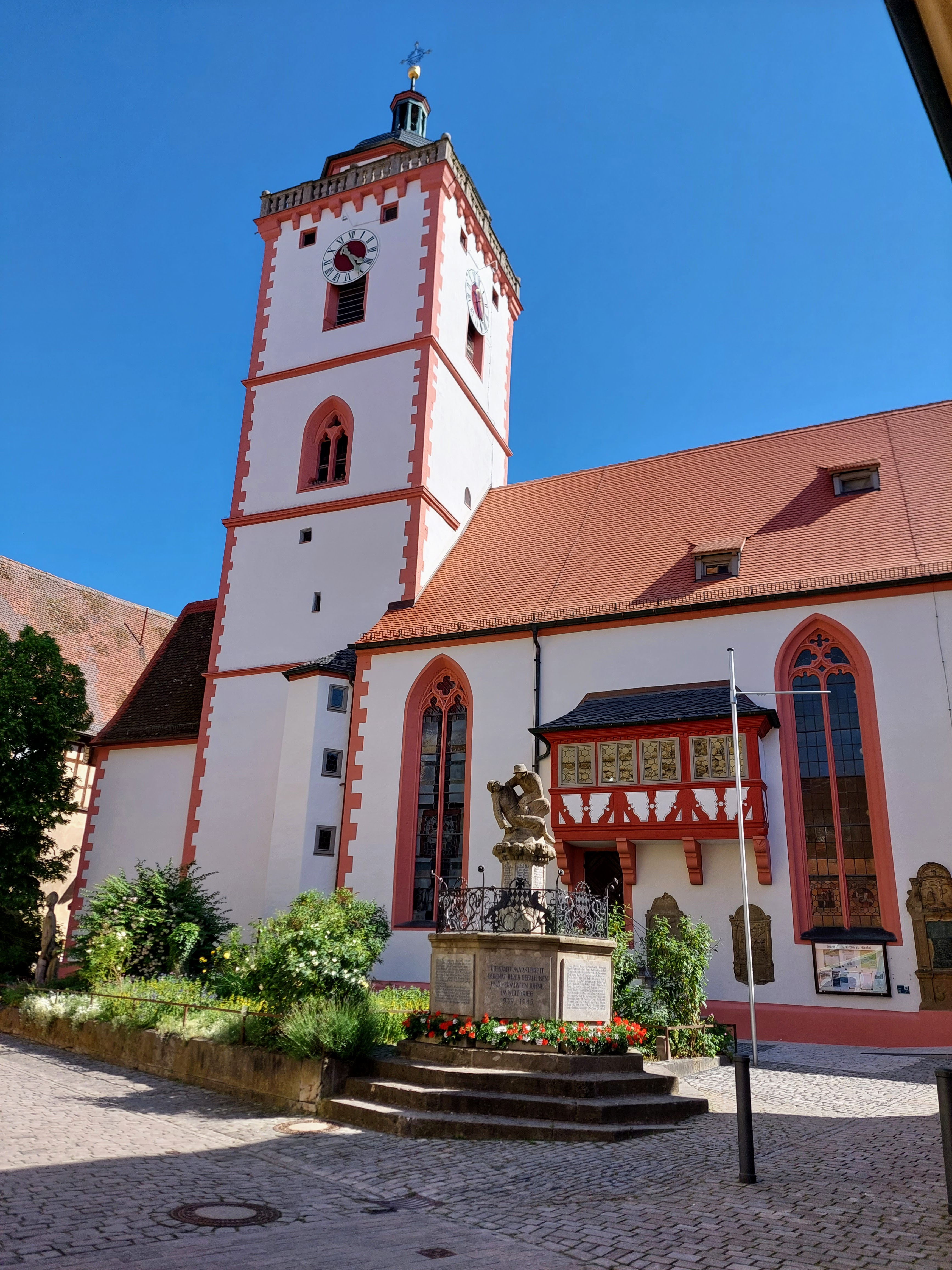
St.-Nicolai-Kirche in Marktbreit

Die evangelisch-lutherische Kirche St. Nicolai (auch St. Nikolai) in der unterfränkischen Stadt Marktbreit ist die Pfarrkirche für die evangelische Gemeinde. Sie liegt inmitten des Ortes an der Pfarrgasse. Die Kirche gehört zum Evangelisch-Lutherischen Dekanat Kitzingen.

## Geschichte
Die Geschichte der Kirche hängt eng mit der des Dorfes zusammen. Um das Jahr 1266 wurde „broite inferior“, das untere Breit, erstmals urkundlich erwähnt. 1293 wurde eine kleine Kapelle erwähnt, die als Filiale der Pfarrkirche in Ochsenfurt unterstellt war. Zu diesem Zeitpunkt existierte bereits eine Vorgängerkirche an der Stelle des heutigen Gotteshauses. Sie war dem heiligen Nikolaus gewidmet.
Am 18. Juli 1324 wurde die Kirche zur Pfarrei erhoben. Den Pfarrbrief stellte der Würzburger Bischof Wolfram von Grumbach aus. Kurze Zeit später, noch in der ersten Hälfte des 14. Jahrhunderts, begann der Bau der neuen Kirche. Im Jahr 1409 kam Unternbreit an die Herren von Seinsheim, die angeblich das Dorf zügig ausbauten. Engelhard von Seinsheim ließ 1438 das Langhaus neu errichten und bestimmte die Kirche zur Grablege für seine Familie.
In der Mitte des 16. Jahrhunderts kam lutherisches Gedankengut nach Unternbreit. Unter Georg Ludwig von Seinsheim wurde bald darauf die Reformation offiziell im Dorf eingeführt. Für 1543 ist der erste evangelische Prediger im Ort nachgewiesen, seit 1551 hatte Unternbreit einen evangelischen Pfarrer. Einige Jahre später erhielt das Dorf Marktrecht und man benannte es 1557 in Marktbreit um. Im Jahr 1567 wurde die Kirche erweitert. 1587 wurde der aufgestockte Kirchturm mit einer welschen Haube versehen.
In den Jahren 1590 bis 1596 wurde die Nikolaikirche ein letztes Mal erweitert. Mit der Erhöhung und der Langhausvergrößerung wurde allerdings die Bausymmetrie aufgegeben. Außen wurden keine Neuerungen mehr vorgenommen. Für das Jahr 1715 ist eine erste Kirchenrenovierung überliefert.
1960/1961 wurde die Kirche nach Plänen von Hans Döllgast umfassend renoviert und der Innenraum umgestaltet. Eine nochmalige Renovierung des Innenraums wurde im Mai 2023 abgeschlossen.
Das Bayerische Landesamt für Denkmalpflege ordnet die Kirche als Baudenkmal ein. Untertägige Reste von Vorgängerbauten werden als Bodendenkmal geführt. Die Kirche ist Teil des Ensembles Altstadt Marktbreit.

## Architektur
Die Kirche wurde als mächtiger Saalbau errichtet. Sie ist geostet und hat eine polygonale Apsis. Ein Chorturm mit drei Geschossen, die außen durch Gesimse zu erkennen sind, wurde im Osten angebracht. Eine steinerne Turmgalerie wurde 1712 aufgesetzt, darüber erhebt sich die achteckige Türmerwohnung und die Haube mit der Laterne. Das Langhaus wird durch vier Spitzbogenfenster mit spätgotischem Maßwerk beleuchtet und trägt ein Satteldach.

## Ausstattung

### Kanzel
Die Kanzel befindet sich rechts des Chores am südlichen Teil des Chorbogens. Sie geht auf eine Stiftung des 18. Jahrhunderts zurück. Im Jahr 1737 vermachte der alte Marktbreiter Ratsherr Johann Christoph Marschall der Kirche St. Nicolai das Geld für die Kanzel. Geschaffen wurde sie wohl vom Bamberger Johann Leonhard Gollwitzer, der auch die Kreuzigungsgruppe des alten Hochaltars schuf.
Korpus und Schalldeckel präsentieren sich im Stile des Barock. An der Brüstung befinden sich die Figuren der vier Evangelisten mit ihren Symbolen. Von links nach rechts erkennt man Johannes mit dem Adler, Matthäus mit dem Menschen, Lukas mit dem Stier und Markus mit einem Löwen. Auf dem Schalldeckel erhebt sich Christus als Auferstandener. Er ist von Putten mit den Folterwerkzeugen umgeben. Eine Besonderheit sind die vier Sanduhren, die die Dauer der Predigt begrenzen sollten.

### Armenbibel

#### Geschichte
Ein seltenes, fast einzigartiges Ausstattungselement der Marktbreiter Kirche ist die sogenannte Armenbibel mit einem über sechzigteiligen Bilderzyklus, der sich im gesamten Langhaus des Gotteshauses ausbreitet. Szenen aus dem Alten und Neuen Testament sind in bunten Bildern dargestellt. Unterhalb der Bilder sind ein kurze beschreibende Texte mit der jeweiligen Bibelstelle angebracht. Die Sätze zweier nebeneinanderliegender Bilder reimen sich.
Die Armenbibel entstand in zwei großen Arbeitsschritten. Ein erster Teil wird einem unbekannten Künstler des ausgehenden 17. Jahrhunderts zugeschrieben. Mit Bild Nr. 42, der Auferstehung des Lazarus, ändert sich der Stil. Ab 1777 übernahm der Ochsenfurter Johann Georg Bartholomäus Völk der Jüngere die Arbeiten. Er verewigte sich mit der Inschrift „Johann Völck junior pinxit Oxovii MDCCLXXVII“ (Johann Völck der Jüngere malte, Ochsenfurt 1777) auf der Ölbergszene (Nr. 56).

#### Bilder und Verse aus dem Alten Testament
Insgesamt sind es 27 Bilder und Verse aus dem Alten Testament. Sie stammen allesamt aus dem 17. Jahrhundert und beginnen mit der Darstellung der Erschaffung Evas durch Gott. Die letzte alttestamentliche Szene stellt das Gebet des Tobias dar.

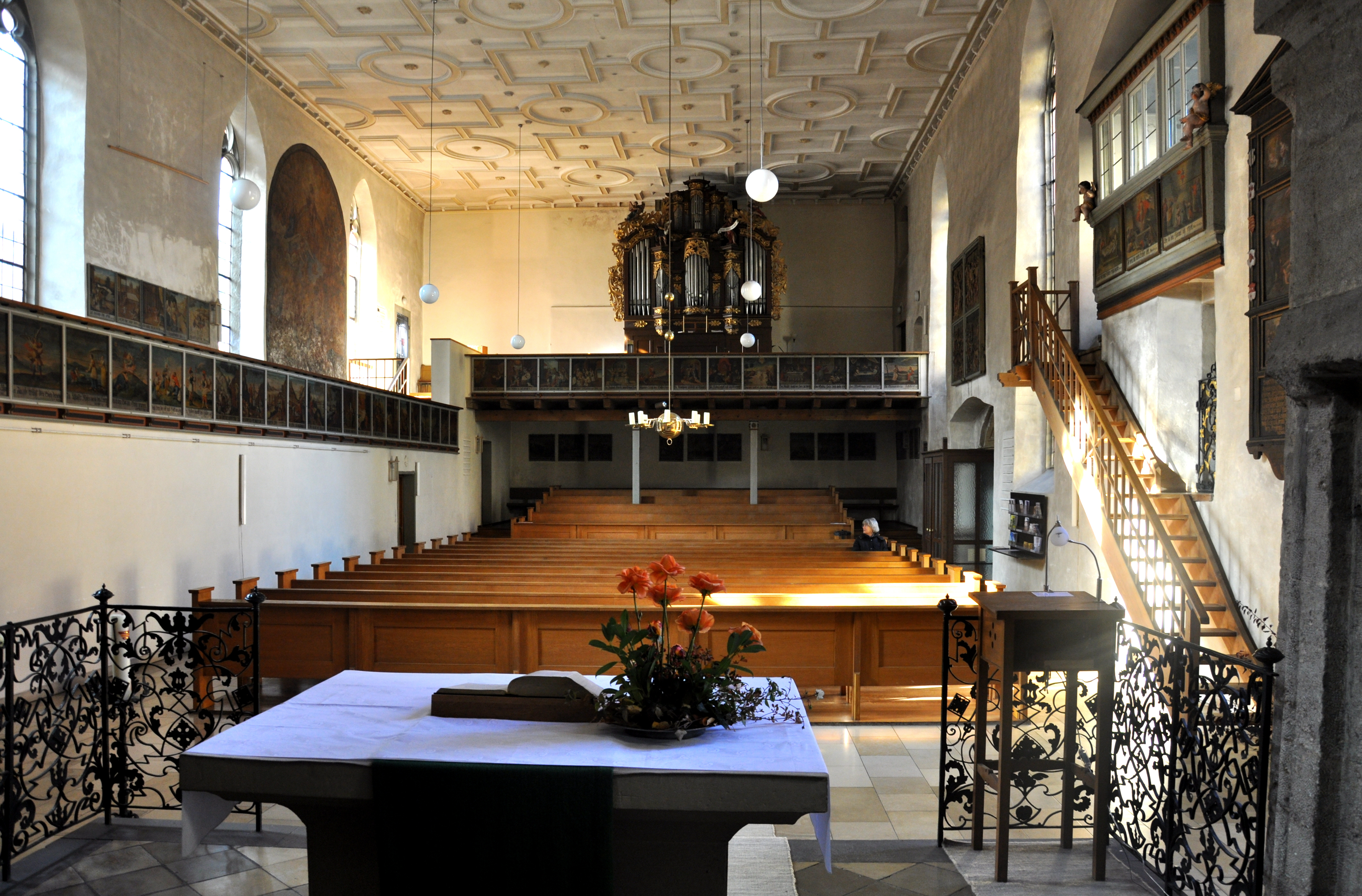
Der Bilderzyklus durchzieht den gesamten Innenraum der Kirche

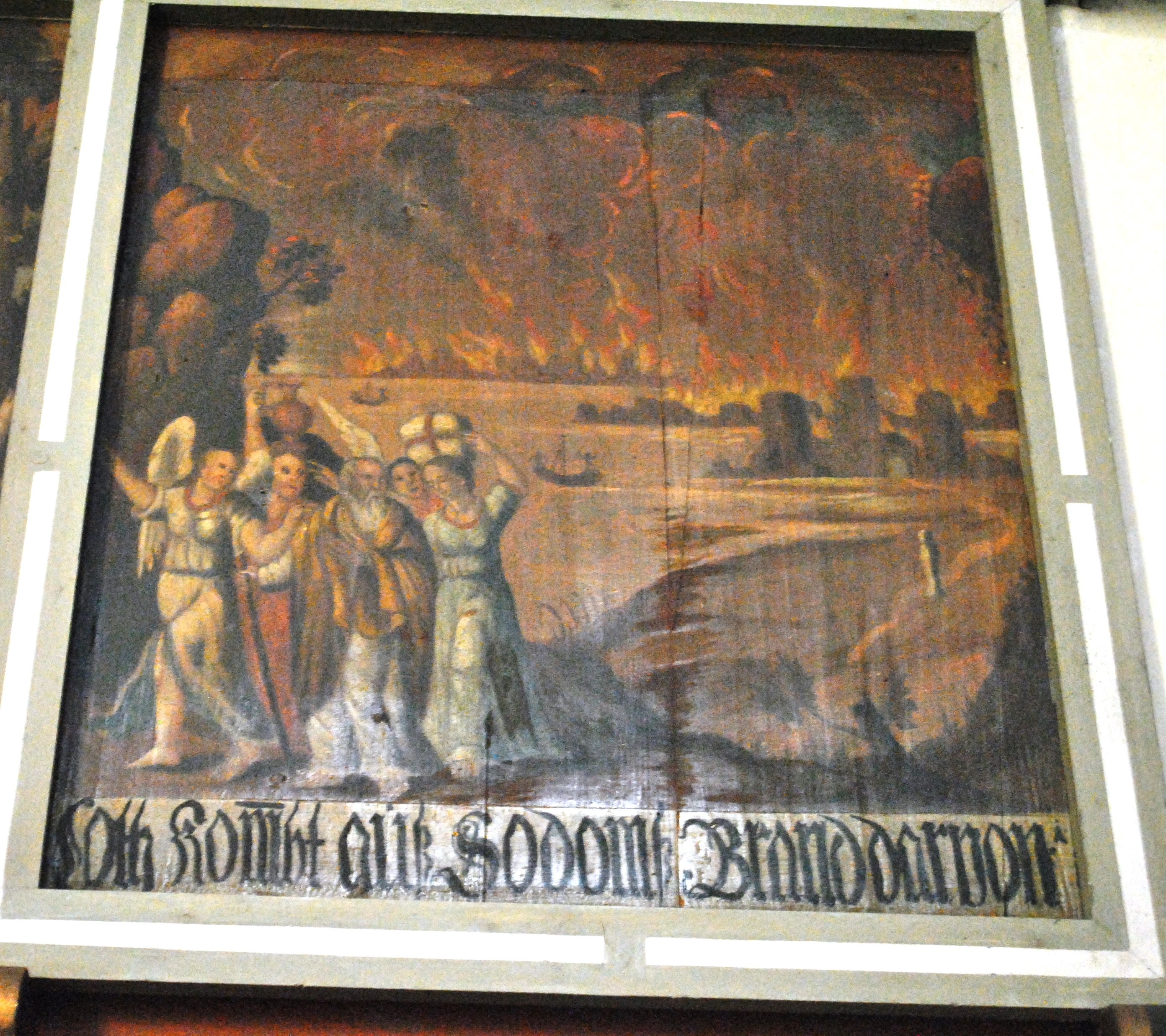
Lot flieht aus der Stadt Sodom

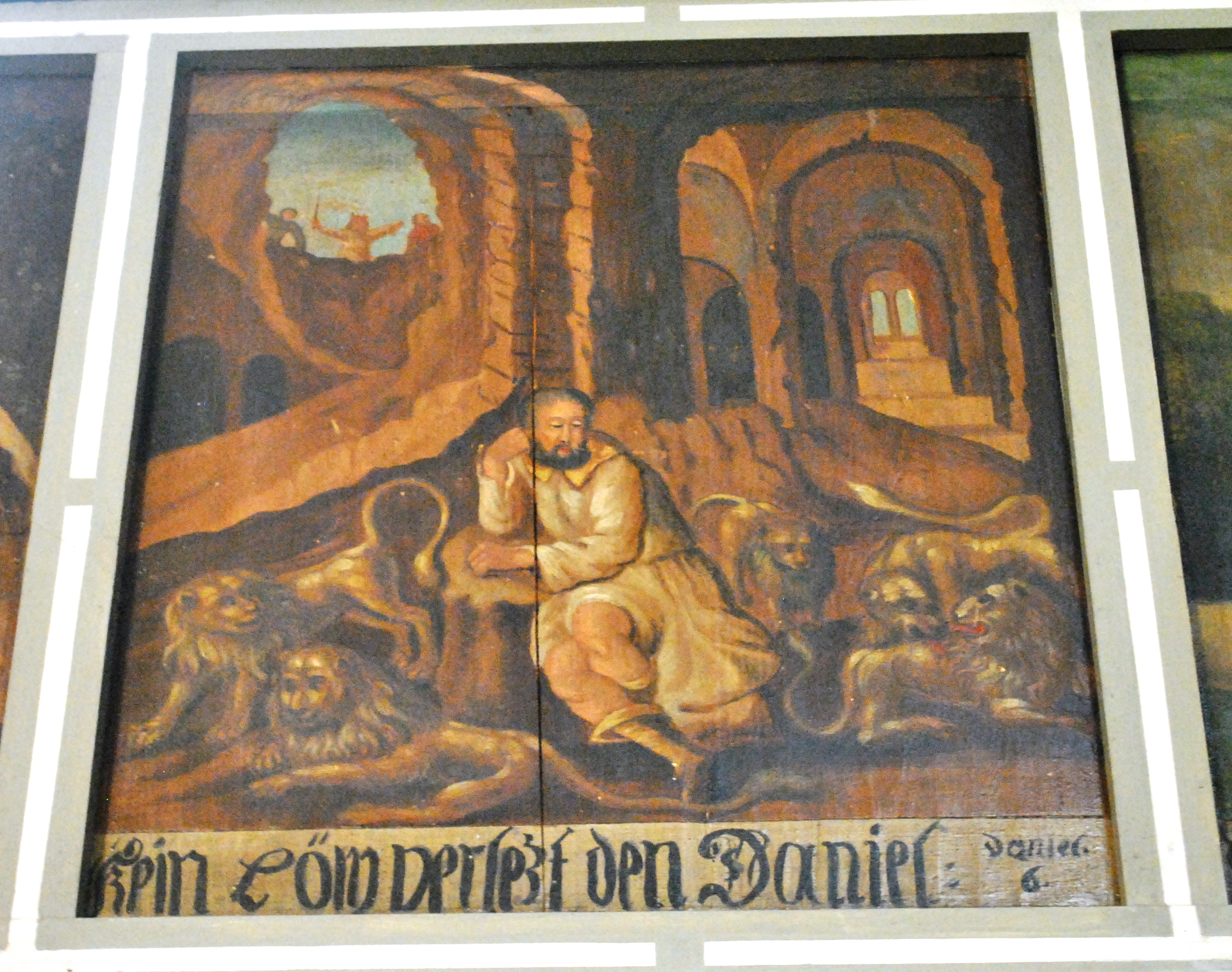
David in der Löwengrube

| Nummer | Texte                                   | Darstellung                                                           |
| ------ | --------------------------------------- | --------------------------------------------------------------------- |
| 1      | „Gott schuf aus nichts die gantze welt“ | Gott erschafft Eva                                                    |
| 2      | „Der Mensch in Gottes Ungnad fällt“     | Adam und Eva müssen das Paradies verlassen                            |
| 3      | „Hier geht der Sünden Jammer an“        |                                                                       |
| 4      | „O Cain Was Hastu gethan?“              | Kain erschlägt Abel                                                   |
| 5      | „Die sichere welt kriegt Ihren Lohn“    |                                                                       |
| 6      | „Loth kommbt aus Sodoms Brand darvon“   | Gott lässt Lot aus der Stadt Sodom fliehen                            |
| 7      | „Der Sündfluth folgt der Regenbogen“    | Die Sintflut endet mit dem Erscheinen des göttlichen Regenbogens      |
| 8      | „Gott ist dem Abraham gewogen“          |                                                                       |
| 9      | „Der Spötter hat nur Haß zum Lohn“      |                                                                       |
| 10     | „der Jacob trägt den Sieg davon“        | Jakob siegt im Ringkampf gegen Gottes Engel                           |
| 11     | „In Wasser Moses bleibt bey Leben“      | Der kleine Mose wird im Weidenkorb auf dem Nil ausgesetzt             |
| 12     | „Durch den Gott sein Gesetz gegeben“    | Mose erhält die Zehn Gebote                                           |
| 13     | „Wohl dem, der oft mit Gott umgeht“     |                                                                       |
| 14     | „Den Helden stärckt des Helden Red“     |                                                                       |
| 15     | „Das roth meer der Egypter Grab“        | Die verfolgenden Ägypter ertrinken im Roten Meer (Auszug aus Ägypten) |
| 16     | „Das Himmel=Brod des Höchsten Gab“      | Gott gibt den Israeliten das Manna als Verpflegung in der Wüste       |
| 17     | „Abgötterei in Israel“                  | Die Israeliten tanzen um das Goldene Kalb                             |
| 18     | „Das Creutz=Bild von Immanuel“          | Jesaja weissagt das Erscheinen Jesus’ (= Immanuel)                    |
| 19     | „Auf Gottes Sohn dieß opfer zielt“      |                                                                       |
| 20     | „Die Himmels=Leiter Jesu Bild“          | Die sogenannte Jakobsleiter erscheint dem Propheten im Schlaf         |
| 21     | „Gott wendet ab der Wittwen Noth“       |                                                                       |
| 22     | „Elias fähret auff zu Gott“             | Der Prophet Elija wird entrückt                                       |
| 23     | „Dem frommen Isaac wird gefreit“        |                                                                       |
| 24     | „Schau Josephs zucht und Reinigkeit“    | Josef widersteht der Frau Potifars                                    |
| 25     | „Job würd geblagt an leib und seel“     |                                                                       |
| 26     | „Kein Löw verletzt den Daniel“          | Daniel in der Löwengrube                                              |
| 27     | „Tobias Englisches Gebet“               | Tobias wird durch Raphael Sara vorgestellt                            |

#### Bilder und Verse aus dem Neuen Testament
Der Zyklus der das Neue Testament zum Thema hat, besteht aus insgesamt 36 Bildern. Der erste Teil dieser Reihe entstammt dem 17. Jahrhundert, ab Bild Nr. 46 übernahm Völk die Malerarbeiten. Den Anfang macht hier die Darstellung der Verkündigung Mariens, das letzte Bild zeigt die Himmelfahrt von Jesus.

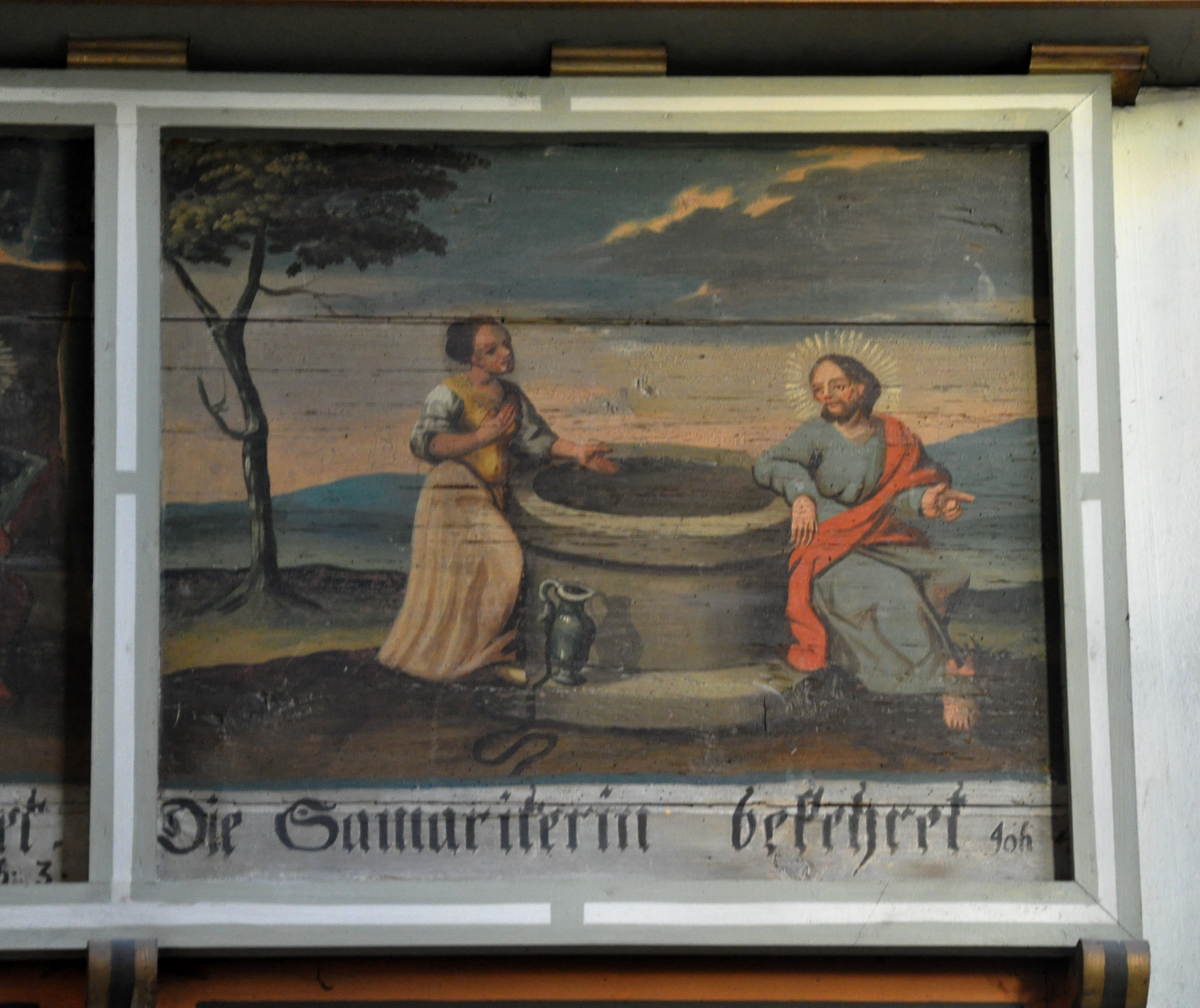
Die Bekehrung der Samariterin

| Nummer | Texte                                      | Darstellung                                                                   |
| ------ | ------------------------------------------ | ----------------------------------------------------------------------------- |
| 28     | „Maria wird hoch auserkohrn“               | Maria wird die Geburt von Jesus verkündet                                     |
| 29     | „Das Jesulein im Stall gebohrn“            | Geburt von Jesus im Stall von Bethlehem                                       |
| 30     | „Sieh was der Weisen Liebe thut“           |                                                                               |
| 31     | „O heilsames Beschneidungs=Blut“           | Beschneidung des Herrn                                                        |
| 32     | „Der Unglaub stumm vom Tempel kam“         |                                                                               |
| 33     | „Johannes zeigt das Gottes=Lamm“           | Johannes weist auf die Ankunft des Messias hin                                |
| 34     | „Die Reinigung geschicht im Tempel“        | Jesus reinigt den Tempel von den Händlern                                     |
| 35     | „Hier Kinder nehmt euch ein Exempel“       |                                                                               |
| 36     | „Johannes Taufft den Herrn und Gott“       | Johannes der Täufer tauft Jesus Christus                                      |
| 37     | „Das Schifflein Christi leidet Noth“       |                                                                               |
| 38     | „Das Wasser macht der Herr zu Wein“        | Auf der Hochzeit zu Kana verwandelt Jesus Wasser zu Wein                      |
| 39     | „Das Gottes=Haus muß heilig sein“          |                                                                               |
| 40     | „Der Nicodemus wird belehrt“               | Nikodemus besucht Jesus Christus                                              |
| 41     | „Die Samariterin bekehret“                 | Jesus bekehrt die Samariterin Photina                                         |
| 42     | „Lazarus komt aus dem Grab herfür“         | Jesus erweckt den Lazarus auf                                                 |
| 43     | „Dein König Zion kommt zu dir“             |                                                                               |
| 44     | „Ein wenig Brod speist vieller Mund“       | Die Speisung der Fünftausend                                                  |
| 45     | „Des Hauptmanns Sohn wird schnell gesund“  | Jesus heilt den Sohn des Hauptmanns                                           |
| 46     | „Simsons Geburt wird hier verheißen“       |                                                                               |
| 47     | „Der Juden Unsinn greift nach Steinen“     | Eine Menschenmenge will die Sünderin Maria Magdalena steinigen                |
| 48     | „Der gute Hirt erkennt die Seinen“         |                                                                               |
| 49     | „Die Sünderin thut Buß und glaubt“         | Jesus bekehrt Maria Magdalena                                                 |
| 50     | „Johannes kommet umb sein Haupt“           | Herodias erhält den Kopf von Johannes dem Täufer als Belohnung für einen Tanz |
| 51     | „Der liebste Heiland wird verklärt“        |                                                                               |
| 52     | „Der ungerathne Sohn bekehrt“              |                                                                               |
| 53     | „O weh dem stoltzen reichen Mann“          |                                                                               |
| 54     | „Ein ungleich Paar hie betet an“           | Jesus betet mit dem Zöllner                                                   |
| 55     | „Der Demuth Beyspiel wird bemerket“        | Die Fußwaschung der Jünger                                                    |
| 56     | „Der Leidende wird hier gestärket“         | Jesus betet auf dem Ölberg während die Jünger schlafen                        |
| 57     | „Der Heiland steht vor Caiypha“            | Jesus wird vom Hohepriester Kajaphas den römischen Behörden übergeben         |
| 58     | „Nun ist des Herrn Verräther nah“          | Judas Ischariot gibt Jesus den Verräterkuss                                   |
| 59     | „Seht, welch ein Mensch- o Qual und Spott“ | Pontius Pilatus fällt das Todesurteil über Jesus                              |
| 60     | „Durch Jesu Todt weicht alle Noth“         | Jesus stirbt am Kreuz (Kreuzigung Christi)                                    |
| 61     | „Schaut, wie man Gottes Sohn begräbt“      | Jesus wird begraben                                                           |
| 62     | „Ich weiß, dass mein Erlöser lebt“         |                                                                               |
| 63     | „Der in den Himmel sich erhebt“            | Jesus steigt zum Himmel auf (Christi Himmelfahrt)                             |

### Epitaphe

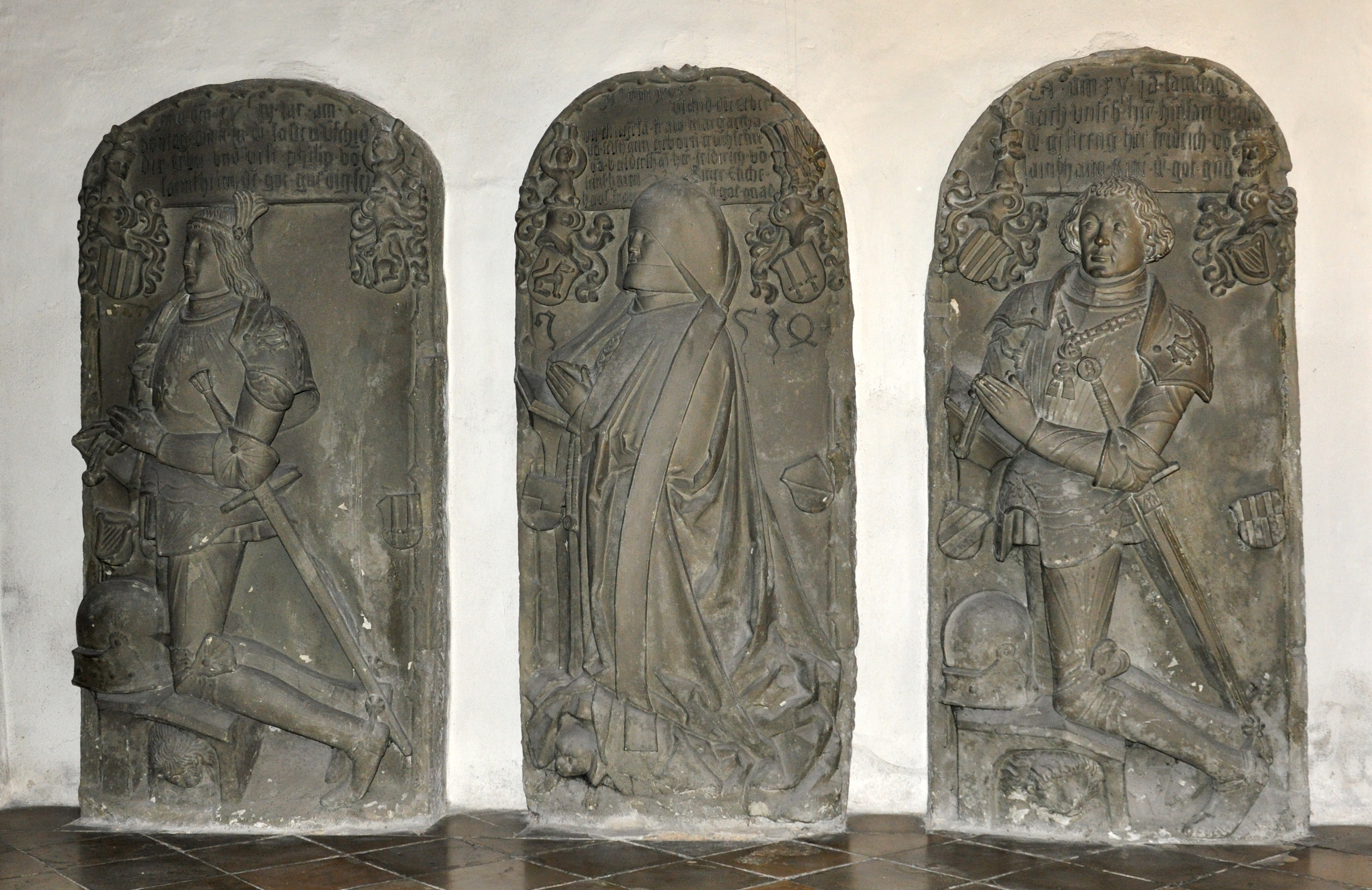
Drei Epitaphe für die Herren von Seinsheim

Da die Kirche lange Zeit Grablege für die Herren von Seinsheim war, haben sich einige Epitaphien erhalten, die sich sowohl inner- als auch außerhalb des Gotteshauses befinden. Die Platten im Kircheninneren stammen alle aus dem 16. Jahrhundert. Um 1500 wurde Friedrich von Seinsheim, Sohn des Engelhard, bestattet. Er ist als geharnischter Ritter kniend dargestellt. Auf der Brust erkennt man den Schwanenorden, auf der Schulter ist der Fürspängerorden abgebildet. 
Im Jahr 1514 starb Margarete von Seinsheim, geborene Truchseß von Baldersheim. Ihr Epitaph zeigt vier Ahnenwappen, darunter sind Hündchen dargestellt. Ihr Sohn Philipp von Seinsheim starb bereits 1503 und erhielt ebenfalls ein Epitaph in der Nicolaikirche. Die Tochter Margarete liegt ebenfalls in der Kirche. Ein geharnischter Ritter auf einem Löwen ist auf der Grabplatte von Wilhelm von Hohenrechberg dargestellt. Eine Gedenktafel über der Sakristei ist der Apollonia Cummer gewidmet, die 1616 im Kindbett starb.
Außerhalb der Kirche befindet sich rechts das Grabmal des Schultheißen Wolfgang Eckhardt. Er lebte von 1500 bis 1565 und war für die Einführung der Reformation in Marktbreit verantwortlich. Seine Ehefrau Barbara, geborene Knor (Knorr) und seine Tochter Dorothea haben weiter links ein Epitaph. Das dritte Grabmal ist das des 1548 verstorbenen Claus Groe und seiner Ehefrau Barbara. Das Ehepaar kniet vor einem Kreuz.

### Glocken
Das Geläut der Nicolaikirche besteht aus fünf Glocken. Die älteste stammt aus dem 13. Jahrhundert, die jüngsten wurden im Jahr 1498 gegossen. Im Zweiten Weltkrieg mussten in Marktbreit keine Glocken zum Einschmelzen abgegeben werden. Deshalb existiert noch ein komplettes Geläut aus dem ausgehenden Mittelalter.
| Nummer | Name             | Grundton | Gussjahr  | Gießer            | Gewicht in Kilogramm | Durchmesser in Millimeter | Herkunft                             |
| ------ | ---------------- | -------- | --------- | ----------------- | -------------------- | ------------------------- | ------------------------------------ |
| 1.     | 12-Uhr-Glocke    | es‘      | 1498      | Bernhart Lachaman | 1200                 | 1288                      |                                      |
| 2.     | 11-Uhr-Glocke    | g‘       | 1498      | Bernhart Lachaman | 700                  | 1066                      |                                      |
| 3.     | Totenglöckchen   | c‘‘      | 1385      |                   | 350                  | 883                       |                                      |
| 4.     | Stürmerglöckchen | d‘‘      | nach 1280 | Hermann Kessler   | 300                  | 817                       | wohl aus der alten Nikolaikapelle    |
| 5.     | Ave-Maria-Glocke |          | 1416      |                   | 50                   |                           | aus der Kapelle auf dem Kapellenberg |

### Weitere Ausstattung
Aus dem Jahr 1400 stammt das Sakramentshäuschen aus Sandstein im Chor. Im Giebelfeld ist das Schweißtuch der Veronika angebracht. Der Taufstein, ebenfalls im Chor, kam 1569 als Stiftung in das Gotteshaus. Er ist mit mehreren bürgerlichen und herrschaftlichen Wappen verziert. Die Chorfenster mit den Motiven Schöpfung, Erlösung und Vollendung, vom Münchner Arno Bromberger geschaffen, kamen 1965 in die Kirche.
Im Langhaus ist die sogenannte Schwedenfahne von 1610 aufgestellt. Es handelt sich um eine Reiterfahne von Wolfgang Groe, der zu Beginn des 17. Jahrhunderts in seiner Heimatstadt Marktbreit verstarb. Von Leonhard Gollwitzer stammt die Kreuzigungsgruppe aus dem Jahr 1763. Ursprünglich war sie ein Teil des barocken Hochaltars. Der Emporenrest zeigt, dass die Seinsheimer früher eine Patronatsloge in der Kirche besaßen.
Das sogenannte Große Fresko an der Südwand des Langhauses stammt aus der Zeit um 1600 und zeigt das Letzte Abendmahl. Als Maler wurde Johann Georg Brandt identifiziert. Der Orgelprospekt aus dem Jahr 1708 wurde mit einem Werk der Firma Steinmeyer, Oettingen versehen. Der Seitenflügel des spätgotischen Altars oberhalb des Eingangsportals stammt aus dem Jahr 1529 und zeigt die Passion Christi.